# Mina (Nueva York)
Mina es un pueblo ubicado en el condado de Chautauqua en el estado estadounidense de Nueva York. En el año 2000 tenía una población de 1.176 habitantes y una densidad poblacional de 12.7 personas por km².

## Geografía
Mina se encuentra ubicado en las coordenadas 42°13′34″N 79°29′2″O / 42.22611, -79.48389.

## Demografía
Según la Oficina del Censo en 2000 los ingresos medios por hogar en la localidad eran de $40,139, y los ingresos medios por familia eran $45,074. Los hombres tenían unos ingresos medios de $32,391 frente a los $22,404 para las mujeres. La renta per cápita para la localidad era de $18,240. Alrededor del 9.3% de la población estaban por debajo del umbral de pobreza.